# Olargues

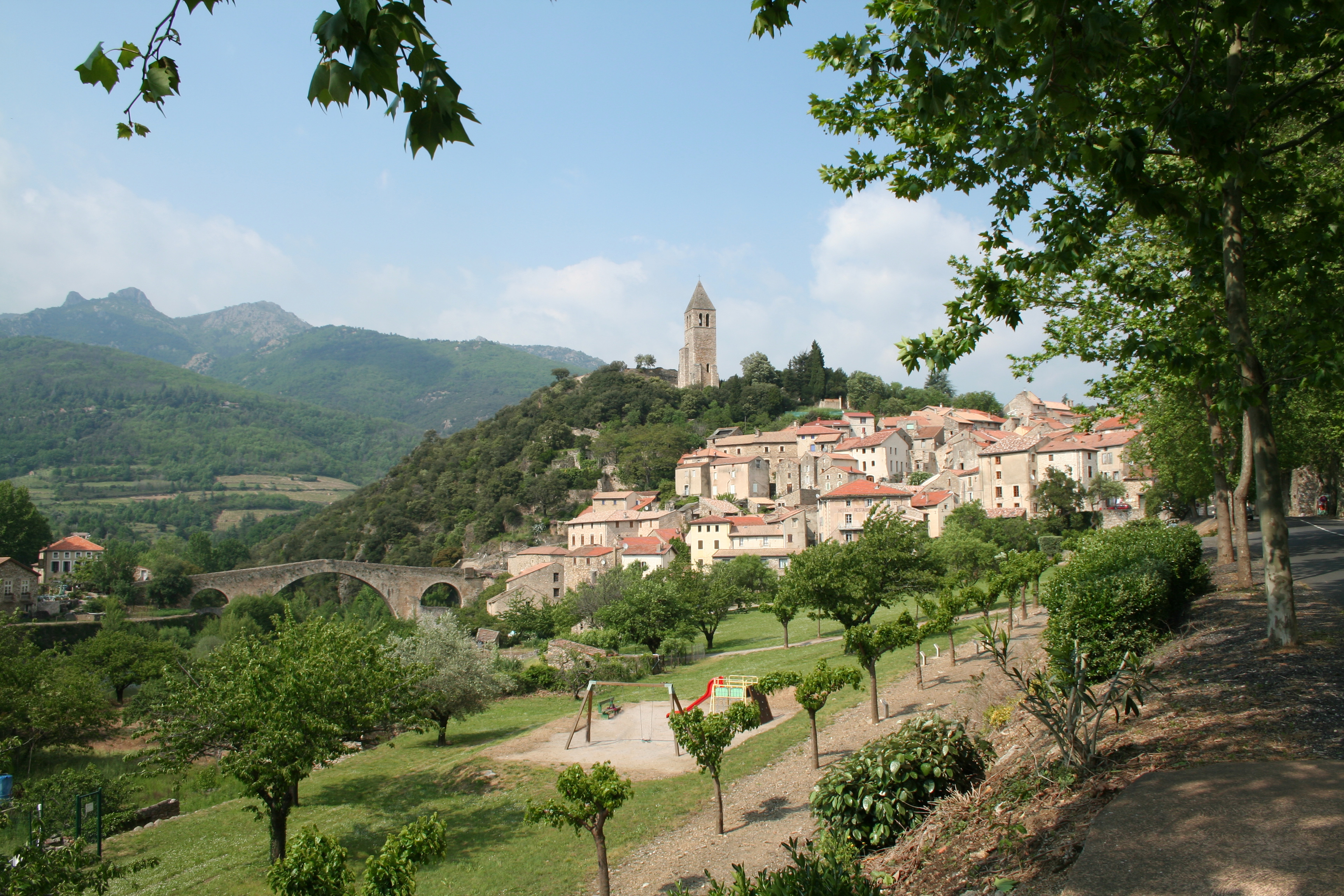
Widok na Olargues

Olargues – miejscowość i gmina we Francji, w regionie Oksytania, w departamencie Hérault.
Według danych na rok 1990 gminę zamieszkiwały 512 osoby, a gęstość zaludnienia wynosiła 28 osób/km² (wśród 1545 gmin Langwedocji-Roussillon Olargues plasuje się na 512. miejscu pod względem liczby ludności, natomiast pod względem powierzchni na miejscu 427.).